# Tiémoué Bakayoko
Tiémoué Bakayoko (n. 17 august 1994, Paris, Franța) este un fotbalist francez, care joacă pe post de mijlocaș la PAOK în Superliga Greacă. Pe plan internațional, are prezențe la națională pentru Franța U16⁠(d), Franța U17⁠(d), Franța U18⁠(d), Franța U20⁠(d), Franța U21⁠(d) și Franța.